# A Nép Szolgája (párt)
A Nép Szolgája (ukránul: Слуга народу, magyar átírásban: Szluha narodu) ukrajnai párt, melyet hivatalosan 2018. március 31-én jegyeztek be. Központi alakja Volodimir Zelenszkij, aki 2017 decemberében jelentette be, hogy a párt jelöltjeként indul a 2019-es ukrajnai elnökválasztáson. A párt neve azonos annak a híressé vált televíziós filmsorozatnak a címével, amelyben Zelenszkij – akkor még színészként – egy történelemtanárból lett elnököt alakított. A pártot a Kvartal–95 filmstúdió jogásza, Ivan Bakanov alapította 2017-ben, eredetileg Határozott Változások Pártja (Partyija risucsih zmin) néven. A bejegyzést követően a párt vezetője Jevhenyij Judriha volt. A párt elnöke 2019. november 10-től Olekszand Kornyijenko.

## Választási eredmények

### Ukrán parlamenti választások
| Választás | Szavazatok száma | Szavazatok aránya | Mandátumok száma | Mandátumok aránya | Parlamenti szerepe |
| --------- | ---------------- | ----------------- | ---------------- | ----------------- | ------------------ |
| 2019-es   | 6 287 798        | 43,18%            | 254              | 55,88%            | kormánypárt        |